# Blågrå mjöllav
Blågrå mjöllav (Lepraria incana) är en lavart som fick sitt nu gällande vetenskapliga namn 1798 av Erik Acharius. Blågrå mjöllav ingår i släktet Lepraria och familjen Stereocaulaceae. Arten är reproducerande i Sverige. Inga underarter finns listade i Catalogue of Life.